# Даниил (пророк)
Пророк Даниил е старозаветен пророк, четвъртият от „големите“ пророци (Исая, Йеремия, Йезекил, Даниил). Произхождал от царски род и още като юноша бил отведен във Вавилон заедно с други пленени юдеи. Изучил халдейски език и мъдрост и заедно с трима другари Ананий, Азарий и Мисаил бил взет на служба в царския двор. Там били преименувани на Валтасар, Седрах, Мисах и Авденаго. Даниил е известен е с това, че разтълкувал сънищата на вавилонския цар Навуходоносор II. Извършил е редица пророчества, спасил от смъртно наказание една жена на име Сузана. При възкачването на Дарий на престола той бил назначен за един от тримата управители на империята. По чудесен начин бил спасен от лъвовете, в чиято яма бил хвърлен заради своята привързаност към вяра в Бог и доживял до дълбока старост.
Историята на неговия живот и на делата му е описана от самия него в свещената книга с неговото име Книга на пророк Даниил.
Паметта му църквата почита на 17 декември.